# 劉安國 (漢趙)
劉安国（3世纪？—310年8月22日），五胡十六国时期汉国（汉赵）宗室，被封为永安王。
汉国第一任皇帝刘渊临终时，护军马景兼左卫将军，永安王刘安国兼右卫将军，安昌王刘盛、安邑王刘钦、西阳王刘璿都兼任武卫将军，分别统领禁兵。河瑞二年（310年）七月十八日，刘渊去世。太子刘和继承皇位。刘锐、呼延攸、刘乘等人计划除掉楚王刘聪、齐王刘裕、鲁王刘隆、北海王刘乂。七月二十一日，刘锐带领马景在单于台攻打楚王刘聪，呼延攸带领永安王刘安国到司徒府攻打齐王刘裕，刘乘带领安邑王刘钦攻打鲁王刘隆，派尚书田密、武卫将军劉璿攻打北海王刘乂。劉璿和田密带着刘乂归附刘聪。刘锐回师与呼延攸、刘乘一起攻打刘隆、刘裕。呼延攸、刘乘怀疑刘安国、刘钦有贰心，将二人杀死。